# Combretum subumbellatum
Combretum subumbellatum là một loài thực vật có hoa trong họ Trâm bầu. Loài này được (Baker) Jongkind mô tả khoa học đầu tiên năm 1995.